# Каргалозы
Ка́ргалозы — деревня в составе Калитинского сельского поселения Волосовского района Ленинградской области.

## История

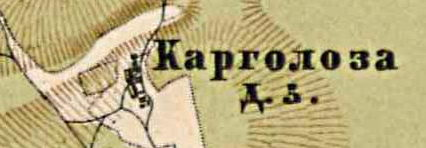
Деревня Каргалоза на карте 1885 года

В 1885 году деревня Каргалоза насчитывала 5 дворов.
В конце XIX — начале XX века деревня административно относилась к Сосницкой волости 2-го стана Царскосельского уезда Санкт-Петербургской губернии.
В 1917 году деревня Каргалозы входила в состав Сосницкой волости Царскосельского уезда.
С 1917 по 1923 год деревня Каргалозы входила в состав Каргалозского сельсовета Калитинской волости Детскосельского уезда.
С 1923 года — в составе Венгиссаровской волости Троцкого уезда.
С 1924 года — в составе Зареченского сельсовета.
Согласно данным переписи населения СССР 1926 года в деревне Карголози проживали 324 человека, большинство эстонцы, а также финны и русские.
С 1927 года — в составе Волосовского района.
В 1928 году население деревни Каргалозы составляло 329 человек.
По данным 1933 года деревня называлась Карголозы и входила в состав Заречского сельсовета Волосовского района.

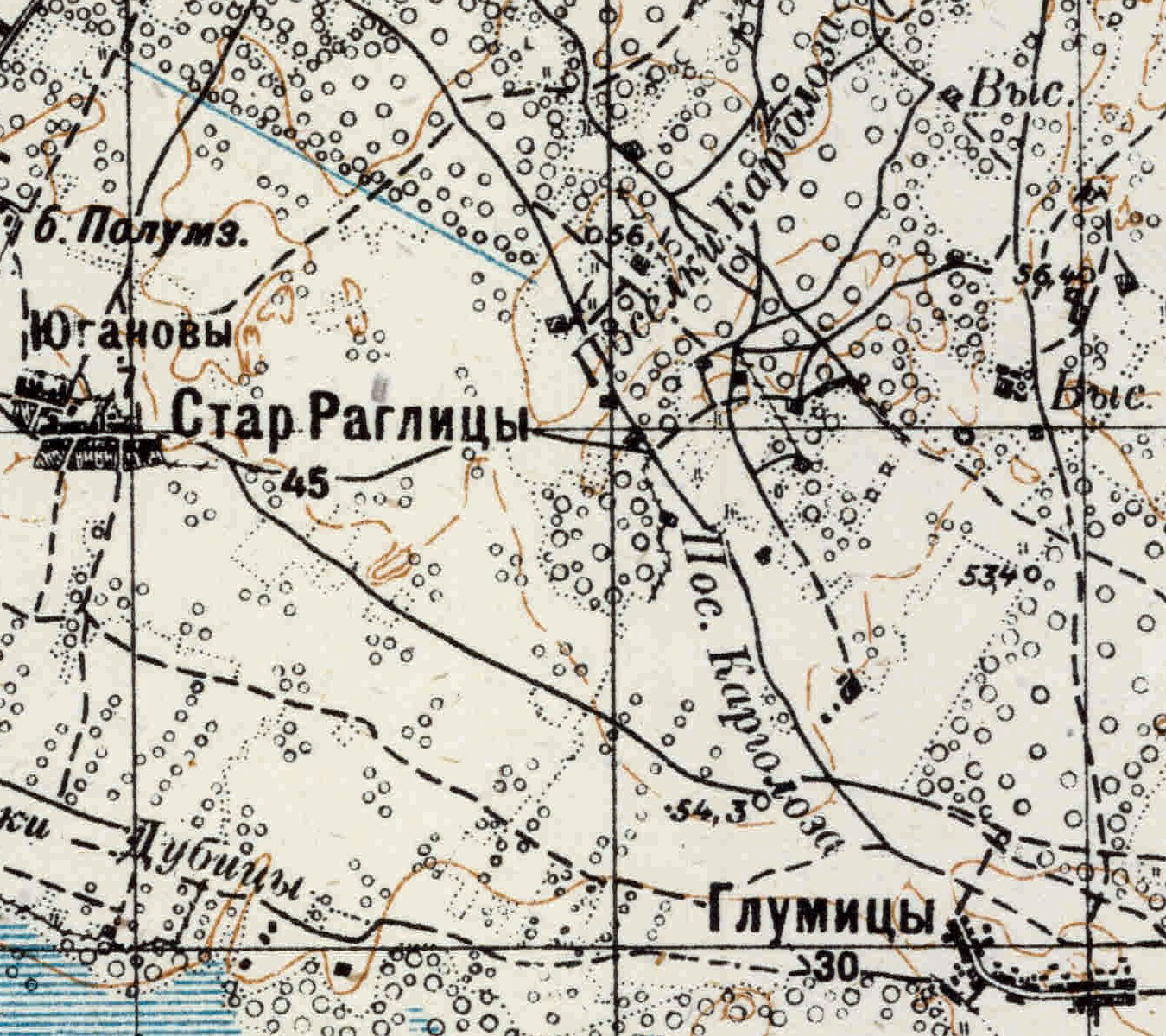
Посёлки Каргалоза на карте 1934 года

Согласно военно-топографической карте РККА 1934 года населённый пункт посёлки Каргалоза представлял собой ряд отдельно стоящих крестьянских усадеб, расположенных между деревнями Глумицы и Старые Раглицы. 
В 1940 году население деревни Каргалозы составляло 230 человек. Согласно военно-топографической карте РККА 1940 года деревня Каргалоза насчитывала 52 двора.
C 1 августа 1941 года по 31 декабря 1943 года деревня находилась в оккупации войсками нацистской Германии.
С 1954 года в составе Калитинского сельсовета.
С 1963 года в составе Кингисеппского района.
С 1965 года вновь в составе Волосовского района. В 1965 году население деревни Каргалозы составляло 88 человек.
По данным 1966 и 1973 годов деревня Карголозы также находилась в составе Калитинского сельсовета.
По данным 1990 года деревня называлась Каргалоза и также входила в состав Калитинского сельсовета.
В 1997 году в деревне проживали 8 человек, в 2002 году — 16 человек (русские — 88 %), в 2007 году — 3.

## География
Деревня расположена в восточной части района на автодороге 41А-003 (Кемполово — Выра — Шапки).
Расстояние до административного центра поселения — 6 км.
Расстояние до ближайшей железнодорожной станции Кикерино — 9 км.

## Демография
| 2002 | 2007 | 2010 | 2017 |
| ---- | ---- | ---- | ---- |
| 16   | ↘3   | ↗18  | ↗35  |

### Национальный состав
Согласно данным Всероссийской переписи населения 2021 года в деревне проживали 37 человек, из них:
 русские — 32, украинцы — 3, белорусы — 1, грузины — 1 человек.

## Улицы
Лазурь, Лесная, Ломаная, Луговая, Малая, Просёлочная, Стародеревенская, Центральная.